# Bob Dylan Live 1975
Bob Dylan Live 1975 is een albumbox van Bob Dylan uit de officiële bootlegserie met opnamen van de concerten, die Dylan in 1975 gaf onder de naam The Rolling Thunder Revue. De ondertitels van het album zijn The Rolling Thunder Revue en The Bootleg Series Vol. 5.

## Bootleg series
The bootleg series zijn officiële, door Columbia (onderdeel van Sony Music) uitgebrachte albums. Ze bevatten outtakes (opnamen die het album niet haalden) en oefen- of alternatieve versies van Dylans nummers, of het zijn live-registraties. Er bestaan onder de naam bootleg series of historical archives ook andere bootlegs van Dylan. Met uitzondering van de eerste box in de serie, die uitgebracht werd als The bootleg series volumes 1-3 hebben de volgende sets één volumenummer en bevatten de standaard-edities vanaf volume 5 steeds 2 cd's.

## De Rolling Thunder Revue
Dylan had de bedoeling om met een soort reizende revue door de Verenigde Staten te trekken en zoals met een circusorkest - onder leiding van Rob Stoner - kleine plaatsen aan te doen en daar gastartiesten uit te nodigen. In werkelijkheid werd het een grote groep muzikanten, die met de revue meereisden, inclusief twee ploegen filmmakers om tijdens de revue een film op te nemen. Ramblin' Jack Elliott, Joan Baez, Roger McGuinn en T-Bone Burnett hadden zich aangemeld als gastmusici. Voor de film, die de naam Renaldo en Clara kreeg werd Sam Shepard als scriptschrijver gevraagd en voor hoofdrol Ronnie Hawkins als Renaldo en Dylans ex-vrouw Sara als Clara. In het eerste deel van de tour trok de revue voornamelijk door New England, waar soms 4 uur durende shows gegeven werden. In 1976 volgde een tweede deel. Een centraal nummer in de tournee was "Hurricane", waarmee Dylan geld ophaalde om de bokser Rubin Carter uit de gevangenis te krijgen. Carter die veroordeeld was voor een drievoudige moord kwam twee maanden na de show op borgtocht vrij, maar werd in 1976 opnieuw veroordeeld. Pas in 1985 besloot de federale rechter van het district New Jersey, dat Carters veroordeling gebaseerd was op racisme, en werd hij vrijgelaten.
Er is ook een box met 14 cd's uitgegeven met een aantal complete concerten uit de tour.

## Tracks
Alle nummers zijn composities van Dylan, behalve waar aangegeven.

| 1.                 | Tonight I'll Be Staying Here with You        | Montreal Forum, Canada, 4 december 1975                            | 3:55 |
| 2.                 | It Ain't Me Babe                             | Harvard Square Theatre, Cambridge, Massachusetts, 20 november 1975 | 5:25 |
| 3.                 | A Hard Rain's a-Gonna Fall                   | Montreal Forum, Canada, 4 december 1975                            | 5:16 |
| 4.                 | The Lonesome Death of Hattie Carroll         | Boston Music Hall, 21 november 1975 (2e show)                      | 5:25 |
| 5.                 | Romance in Durango (Bob Dylan, Jacques Levy) | Harvard Square Theatre, Cambridge, Massachusetts, 20 november 1975 | 5:22 |
| 6.                 | Isis (Bob Dylan, Jacques Levy)               | Boston Music Hall, 21 november 1975 (2e show)                      | 5:11 |
| 7.                 | Mr. Tambourine Man                           | Boston Music Hall, 21 november 1975 (1e show)                      | 5:39 |
| 8.                 | Simple Twist of Fate                         | Harvard Square Theatre, Cambridge, Massachusetts, 20 november 1975 | 4:17 |
| 9.                 | Blowin' in the Wind                          | Boston Music Hall, 21 november 1975 (2e show)                      | 2:43 |
| 10.                | Mama, You Been on My Mind                    | Harvard Square Theatre, Cambridge, Massachusetts, 20 november 1975 | 3:11 |
| 11.                | I Shall Be Released                          | Boston Music Hall, 21 november 1975 (1e show)                      | 4:33 |
| Totale duur: 50:57 |                                              |                                                                    |      |

| 1.                 | It's All Over Now, Baby Blue                     | Montreal Forum, Canada, 4 december 1975                            | 4:34 |
| 2.                 | Love Minus Zero/No Limit                         | Montreal Forum, Canada, 4 december 1975                            | 3:13 |
| 3.                 | Tangled Up in Blue                               | Boston Music Hall, 21 november 1975 (2e show)                      | 4:41 |
| 4.                 | The Water Is Wide (traditional)                  | Boston Music Hall, 21 november 1975 (2e show)                      | 5:16 |
| 5.                 | It Takes a Lot to Laugh, It Takes a Train to Cry | Boston Music Hall, 21 november 1975 (2e show)                      | 3:12 |
| 6.                 | Oh, Sister (Bob Dylan, Jacques Levy)             | Boston Music Hall, 21 november 1975 (2e show)                      | 4:04 |
| 7.                 | Hurricane9 (Bob Dylan, Jacques Levy)             | Memorial Auditorium, Worcester 19 november 1975                    | 8:15 |
| 8.                 | One More Cup of Coffee (Valley Below)            | Boston Music Hall, 21 november 1975 (2e show)                      | 4:14 |
| 9.                 | Sara                                             | Boston Music Hall, 21 november 1975 (2e show)                      | 4:29 |
| 10.                | Just Like a Woman                                | Boston Music Hall, 21 november 1975 (2e show)                      | 4:31 |
| 11.                | Knockin' on Heaven's Door                        | Harvard Square Theatre, Cambridge, Massachusetts, 20 november 1975 | 4:22 |
| Totale duur: 50:51 |                                                  |                                                                    |      |

## Hitnoteringen
Het album bereikte nummer 56 op de Billboard 200 In Nederland haalde het album de top 100 niet.
- MusicBrainz release group: 8ca47636-6fd8-3e17-9095-09503f605440